# Brescia Calcio 2016-2017
Questa voce raccoglie le informazioni riguardanti il Brescia Calcio nelle competizioni ufficiali della stagione 2016-2017.

## Stagione
Per la stagione 2016-2017 il nuovo allenatore del Brescia è Cristian Brocchi. La squadra viene eliminata alla sua prima uscita dalla Coppa Italia Tim Cup per mano del Pisa, perdendo in casa (0-2) la gara valevole per il secondo turno. In campionato il Brescia chiude il girone di andata al 13º posto a quota 27 punti, mantenendo l'imbattibilità casalinga. A seguito dei risultati negativi conseguiti dalla squadra biancoazzurra nel girone di ritorno, Cristian Brocchi viene sollevato dall'incarico e la squadra viene affidata a Luigi Cagni dalla 31ª giornata. Dopo essere ritornata a fare punti, la squadra riesce a salvarsi solo all'ultima giornata battendo in casa il Trapani (2-1), raggiungendo 50 punti, condannando il Trapani, lontano 5 punti dalla Ternana quint'ultima, senza poter disputare il Play-out, che si sarebbe disputato se il distacco in classifica fosse stato di 4 punti. Con i siciliani sono retrocesse Vicenza, Latina e Pisa. Ancora una volta è stato Andrea Caracciolo firmando 14 reti, a risultare il più prolifico attaccante delle rondinelle.

## Divise e sponsor
Lo sponsor tecnico per la stagione 2016-2017 è Acerbis, mentre gli sponsor ufficiali sono Ubi Banca, Banco di Brescia.
| Casa | Trasferta | Terza divisa | Portiere |

## Rosa
| N. |                      | Ruolo | Calciatore                   |
| -- | -------------------- | ----- | ---------------------------- |
| 1  | Italia (bandiera)    | P     | Michele Arcari               |
| 2  | Svizzera (bandiera)  | D     | Joel Untersee                |
| 3  | Italia (bandiera)    | C     | Giampiero Pinzi              |
| 4  | Senegal (bandiera)   | D     | Racine Coly                  |
| 5  | Italia (bandiera)    | D     | Michele Somma                |
| 6  | Italia (bandiera)    | D     | Leonardo Blanchard           |
| 6  | Italia (bandiera)    | D     | Edoardo Lancini              |
| 7  | Guinea (bandiera)    | C     | Gaston Camara                |
| 8  | Italia (bandiera)    | C     | Jacopo Dall'Oglio            |
| 9  | Italia (bandiera)    | A     | Andrea Caracciolo (capitano) |
| 11 | Italia (bandiera)    | D     | Nicola Lancini               |
| 11 | Italia (bandiera)    | C     | Simone Rosso                 |
| 12 | Italia (bandiera)    | P     | Luca Mandelli                |
| 14 | Italia (bandiera)    | C     | Giovanni Crociata            |
| 15 | Italia (bandiera)    | P     | Stefano Minelli              |
| 16 | Croazia (bandiera)   | A     | Franjo Prce                  |
| 17 | Italia (bandiera)    | D     | Arturo Calabresi             |
| 18 | Argentina (bandiera) | A     | Alexis Ferrante              |

| N. |                                 | Ruolo | Calciatore              |
| -- | ------------------------------- | ----- | ----------------------- |
| 18 | Italia (bandiera)               | A     | Filippo Strada          |
| 19 | Italia (bandiera)               | D     | Filippo Romagna         |
| 19 | Italia (bandiera)               | D     | Andrea Rossi            |
| 20 | Albania (bandiera)              | C     | Emanuele Ndoj           |
| 21 | Italia (bandiera)               | A     | Federico Bonazzoli      |
| 22 | Italia (bandiera)               | P     | Federico Serraiocco     |
| 23 | Italia (bandiera)               | C     | Stefano Mauri           |
| 23 | Italia (bandiera)               | C     | Leonardo Morosini       |
| 24 | Croazia (bandiera)              | D     | Igor Bubnjić            |
| 25 | Italia (bandiera)               | C     | Dimitri Bisoli          |
| 26 | Italia (bandiera)               | C     | Fabio Bertoli           |
| 27 | Italia (bandiera)               | A     | Andrea Vassallo         |
| 28 | Svizzera (bandiera)             | C     | Alessandro Martinelli   |
| 29 | Bosnia ed Erzegovina (bandiera) | C     | Andrej Modić            |
| 30 | Italia (bandiera)               | C     | Massimiliano Mangraviti |
| 31 | Italia (bandiera)               | D     | Leonardo Fontanesi      |
| 32 | Italia (bandiera)               | A     | Ernesto Torregrossa     |
| 33 | Italia (bandiera)               | C     | Giovanni Sbrissa        |

## Organigramma societario
Area direttiva
- Presidente: Alessandro Triboldi
- Amministratore delegato e direttore generale: Rinaldo Sagramola

Area tecnica
- Direttore sportivo: Renzo Castagnini
- Allenatore: Cristian Brocchi (1ª-30ª), Luigi Cagni (31ª-42ª)
- Allenatore in seconda: Alessandro Lazzarini (1ª-30ª), Giacomo Violini (31ª-42ª)
- Preparatore dei portieri: Giacomo Violini

## Risultati

### Serie B

#### Girone di andata
| Arbitro: | La Penna (Roma) |

|                 |           |                |
| L. Castaldo 65’ | Marcatori | 56’ Caracciolo |

| Arbitro: | Di Paolo (Avezzano) |

|                            |           |  |
| Morosini 9’ Caracciolo 63’ | Marcatori |  |

| Arbitro: | Martinelli (Roma) |

|                   |           |            |
| Torregrossa 90+4’ | Marcatori | 75’ Brighi |

| Arbitro: | Ros (Pordenone) |

|            |           |  |
| Eusepi 68’ | Marcatori |  |

| Arbitro: | Nasca (Bari) |

|                             |           |                        |
| Morosini 27’ Martinelli 35’ | Marcatori | 20’ Lasagna 50’ Struna |

| Arbitro: | Abisso (Palermo) |

|  |           |                                 |
|  | Marcatori | 22’ Bonazzoli 39’, 63’ Morosini |

| Arbitro: | Pasqua (Tivoli) |

|                |           |             |
| Caracciolo 53’ | Marcatori | 62’ Brienza |

| Arbitro: | Aureliano (Bologna) |

|                         |           |                                |
| Pazzini 52’, 72’ (rig.) | Marcatori | 21’ Caracciolo 55’ Torregrossa |

| Arbitro: | Marini (Roma) |

|            |           |             |
| Bisoli 80’ | Marcatori | 41’ Improta |

| Arbitro: | Pezzuto (Lecce) |

|                    |           |  |
| Piu 13’ Deiola 85’ | Marcatori |  |

| Arbitro: | Di Martino (Teramo) |

|                        |           |           |
| Vassallo 86’ Pinzi 88’ | Marcatori | 8’ Pucino |

| Arbitro: | Sacchi (Macerata) |

|                                          |           |  |
| Ammari 10’ Caputo 46’, 65’ Tremolada 87’ | Marcatori |  |

| Arbitro: | Ghersini (Genova) |

|                                     |           |                       |
| Torregrossa 12’, 19’ Martinelli 84’ | Marcatori | 66’, 75’ (rig.) Ciano |

| Arbitro: | Baroni (Firenze) |

|                                |           |                                 |
| Finotto 31’, 85’ Antenucci 44’ | Marcatori | 7’ Bisoli 34’ (rig.) Caracciolo |

| Arbitro: | Saia (Palermo) |

|                                                         |           |  |
| Chibsah 34’ Falco 78’ Pușcaș 89’ Calabresi 90+2’ (aut.) | Marcatori |  |

| Arbitro: | Pinzani (Empoli) |

|            |           |  |
| Bisoli 61’ | Marcatori |  |

| Arbitro: | Piccinini (Forlì) |

|             |           |  |
| Palombi 53’ | Marcatori |  |

| Brescia 11 dicembre 2016, ore 17,30 CET 18ª giornata | Brescia          | 0 – 0 referto | Novara | Stadio Mario Rigamonti (6 623 spett.)\| Arbitro: \| Abisso (Palermo) \| |
| Arbitro:                                             | Abisso (Palermo) |               |        |                                                                         |

| Arbitro: | Ros (Pordenone) |

|                  |           |            |
| Boakye 83’ (Rig) | Marcatori | 70’ Bisoli |

| Arbitro: | Pezzuto (Lecce) |

|                            |           |                |
| Caracciolo 21’, 84’ (rig.) | Marcatori | 62’ Mustacchio |

| Trapani 30 dicembre 2016, ore 20,30 CET 21ª giornata | Trapani          | 0 – 0 referto | Brescia | Stadio Polisportivo Provinciale (4 695 spett.)\| Arbitro: \| Minelli (Varese) \| |
| Arbitro:                                             | Minelli (Varese) |               |         |                                                                                  |

#### Girone di ritorno
| Arbitro: | Baroni (Firenze) |

|  |           |                      |
|  | Marcatori | 13’, 90+4’ Ardemagni |

| Arbitro: | Chiffi (Padova) |

|             |           |  |
| Ariaudo 37’ | Marcatori |  |

| Arbitro: | Marinelli (Tivoli) |

|                                  |           |                              |
| F. Forte 21’, 80’ Mustacchio 76’ | Marcatori | 34’ Caracciolo 70’ Bonazzoli |

| Arbitro: | Illuzzi (Molfetta) |

|                |           |                    |
| Caracciolo 30’ | Marcatori | 21’ (rig.) Mannini |

| Arbitro: | Abisso (Palermo) |

|                         |           |                |
| Lasagna 38’ Beretta 42’ | Marcatori | 47’ Caracciolo |

| Arbitro: | Pezzuto (Lecce) |

|                                                     |           |               |
| Caracciolo 9’ Blanchard 28’ Coly 36’ Dall'Oglio 42’ | Marcatori | 23’ Strizzolo |

| Arbitro: | Ghersini (Genova) |

|                        |           |  |
| Parigini 8’ Galano 58’ | Marcatori |  |

| Arbitro: | Aureliano (Bologna) |

|  |           |              |
|  | Marcatori | 34’ Zaccagni |

| Arbitro: | Serra (Torino) |

|                         |           |  |
| Coda 56’ Donnarumma 86’ | Marcatori |  |

| Arbitro: | Martinelli (Roma) |

|           |           |              |
| Mauri 75’ | Marcatori | 4’ Sciaudone |

| Arbitro: | Ghersini (Genova) |

|            |           |               |
| Pucino 25’ | Marcatori | 14’ Blanchard |

| Arbitro: | Piccinini (Forlì) |

|                                        |           |                        |
| A. Ferrante 53’ Iacobucci 90+3’ (aut.) | Marcatori | 18’ Moscati 73’ Caputo |

| Arbitro: | Pinzani (Empoli) |

|               |           |          |
| Schiavone 14’ | Marcatori | 39’ Coly |

| Arbitro: | Chiffi (Padova) |

|                 |           |                               |
| A. Ferrante 26’ | Marcatori | 15’, 68’ Mora 45+2’ Antenucci |

| Arbitro: | Di Paolo (Avezzano) |

|                   |           |  |
| Lucioni 8’ (aut.) | Marcatori |  |

| Ascoli Piceno 22 aprile 2017, ore 15,00 CEST 37ª giornata | Ascoli          | 0 – 0 referto | Brescia | Stadio Cino e Lillo Del Duca (6 194 spett.)\| Arbitro: \| La Penna (Roma) \| |
| Arbitro:                                                  | La Penna (Roma) |               |         |                                                                              |

| Arbitro: | Di Martino (Teramo) |

|                        |           |            |
| Crociata 3’ Bisoli 62’ | Marcatori | 8’ Defendi |

| Arbitro: | Rapuano (Rimini) |

|                          |           |                               |
| Gălăbinov 17’ Chiosa 78’ | Marcatori | 13’ A. Ferrante 54’, 79’ Coly |

| Arbitro: | Baroni (Firenze) |

|                  |           |                     |
| Caracciolo 90+4’ | Marcatori | 64’ (aut.) Untersee |

| Arbitro: | Aureliano (Bologna) |

|                                     |           |                         |
| Blanchard 26’ (aut.) Mammarella 65’ | Marcatori | 14’ Coly 83’ Caracciolo |

| Arbitro: | Pasqua (Tivoli) |

|                               |           |             |
| Torregrossa 2’ Caracciolo 18’ | Marcatori | 79’ Curiale |

### Coppa Italia

#### Secondo turno
| Arbitro: | Serra (Torino) |

|  |           |                       |
|  | Marcatori | 18’ Mannini 65’ Verna |

## Statistiche

### Statistiche di squadra
| Competizione | Punti | In casa | In casa | In casa | In casa | In casa | In casa | In trasferta | In trasferta | In trasferta | In trasferta | In trasferta | In trasferta | Totale | Totale | Totale | Totale | Totale | Totale | DR   |
| Competizione | Punti | G       | V       | N       | P       | Gf      | Gs      | G            | V            | N            | P            | Gf           | Gs           | G      | V      | N      | P      | Gf     | Gs     | DR   |
| ------------ | ----- | ------- | ------- | ------- | ------- | ------- | ------- | ------------ | ------------ | ------------ | ------------ | ------------ | ------------ | ------ | ------ | ------ | ------ | ------ | ------ | ---- |
| Serie B      | 50    | 21      | 9       | 9       | 3       | 30      | 23      | 21           | 2            | 8            | 11           | 19           | 35           | 42     | 11     | 17     | 14     | 49     | 58     | - 9  |
| Coppa Italia |       | 1       | 0       | 0       | 1       | 0       | 2       | 0            | 0            | 0            | 0            | 0            | 0            | 1      | 0      | 0      | 1      | 0      | 2      | - 2  |
| Totale       |       | 22      | 9       | 9       | 4       | 30      | 25      | 21           | 2            | 8            | 11           | 19           | 35           | 43     | 11     | 17     | 15     | 49     | 60     | - 11 |

### Andamento in campionato
| Giornata  | 1 | 2 | 3 | 4 | 5  | 6 | 7 | 8 | 9 | 10 | 11 | 12 | 13 | 14 | 15 | 16 | 17 | 18 | 19 | 20 | 21 | 22 | 23 | 24 | 25 | 26 | 27 | 28 | 29 | 30 | 31 | 32 | 33 | 34 | 35 | 36 | 37 | 38 | 39 | 40 | 41 | 42 |
| --------- | - | - | - | - | -- | - | - | - | - | -- | -- | -- | -- | -- | -- | -- | -- | -- | -- | -- | -- | -- | -- | -- | -- | -- | -- | -- | -- | -- | -- | -- | -- | -- | -- | -- | -- | -- | -- | -- | -- | -- |
| Luogo     | T | C | C | T | C  | T | C | T | C | T  | C  | T  | C  | T  | T  | C  | T  | C  | T  | C  | T  | C  | T  | T  | C  | T  | C  | T  | C  | T  | C  | T  | C  | T  | C  | C  | T  | C  | T  | C  | T  | C  |
| Risultato | N | V | N | P | N  | V | N | N | N | P  | V  | P  | V  | P  | P  | V  | P  | N  | N  | V  | N  | P  | P  | P  | N  | P  | V  | P  | P  | P  | N  | N  | N  | N  | P  | V  | N  | V  | V  | N  | N  | V  |
| Posizione | 9 | 3 | 4 | 9 | 10 | 6 | 7 | 8 | 8 | 12 | 12 | 9  | 12 | 10 | 12 | 10 | 13 | 13 | 13 | 11 | 13 | 13 | 14 | 15 | 16 | 17 | 16 | 16 | 19 | 20 | 20 | 19 | 17 | 17 | 19 | 18 | 18 | 17 | 16 | 16 | 16 | 14 |

Fonte:  EVOLUZIONE CLASSIFICA SERIE B 16/17, su transfermarkt.it.
Legenda:

Luogo: C = Casa; T = Trasferta. Risultato: V = Vittoria; N = Pareggio; P = Sconfitta.